# Cipolla dolce

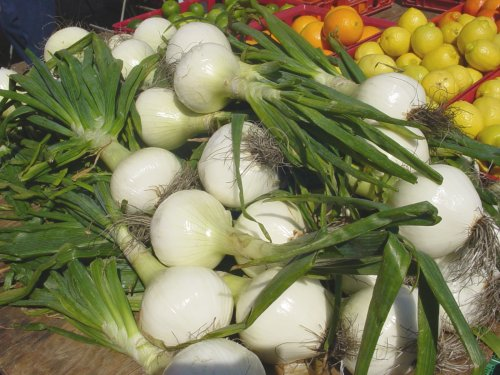
Alcune cipolle dolci.

Per cipolla dolce si intende ognuna delle diverse varietà di cipolla non acre come quella comune. Sebbene tutti questi ortaggi contengano glucidi, le cipolle dolci hanno tuttavia un bassissimo contenuto di zolfo rispetto a quelle comuni. Inoltre il contenuto d'acqua è relativamente molto elevato. Queste differenze sono la causa dell'insolita dolcezza di questa pianta. Generalmente rientrano nella categoria delle cipolle rosse, della quale fanno parte tuttavia anche varietà molto pungenti.
In Italia quella più nota è la cipolla rossa di Tropea. 
Un'altra varietà è uno dei simboli del Texas